# اشکنازی
اصطلاح اشکنازی (به معنای آلمانی) به گروهی از یهودیان گفته می‌شود که قبل از مهاجرت به شرق اروپا یعنی به سرزمین‌های اسلاو (مانند لهستان و بلاروس و اوکراین و روسیه) و قبل از جنگ‌های صلیبی (قرن یازدهم تا سیزدهم) خودشان و فرزندانشان در دره راینلند و در ایتالیا و فرانسه و آلمان زندگی می‌کردند. یهودیان اروپای مرکزی و شرقی که به نام یهودیان اشکنازی یا اشکنازیم نیز شناخته می‌شوند یک جمعیت یهودی مهاجر از اطراف مدیترانه و یهودیه معبد دوم هستند که در اواخر هزاره اول پس از میلاد در امپراتوری مقدس روم جوامع خود را در جنوب و مرکز اروپا تأسیس کردند.

## اصلیت
گمان می‌رود اشکنازی‌ها در قرون اول یا دوم از خاورمیانه به ایتالیا نقل مکان کرده باشند و سپس به اروپای شرقی مهاجرت کرده و همان‌جا (به گفته دانشمندان) جمعیت آن‌ها در قرن سیزدهم میلادی به شدت رشد کرد. در اروپای مرکزی و شرقی، بسیاری از آن‌ها به زبان یدیشی سخن می‌گویند.
امّا برخی از پژوهشگران مانند ارنست رنان و آرتور کستلر اعتقاد دارند که اشکنازیان نوادگان یهودی‌های خزر هستند که پس از سقوط امپراتوری خزر در قرن سیزدهم میلادی به اروپا نقل مکان کردند. بر این اساس آن‌ها معتقدند که اشکنازی‌ها با بنی‌اسرائیل رابطه‌ای ندارند. (۳) این باور از نظر بسیاری از پژوهشگران در زمره باورهای یهودستیزانه می‌باشد. در این زمینه برنارد لوئیس می‌گوید:
این نظریه … دارای هیچ پایه‌ای نیست و مدت هاست محققان حتی محققان عرب بدان توجهی ندارند و نظریه خزر تنها برای مقاصد سیاسی بیان می‌شود.
اخیراً طبق برخی تحقیقات ژنتیکی مشخص شده‌است که اشکنازی‌ها با مردم شمال غربی خاورمیانه و اطراف کوه‌های قفقاز ارتباط نزدیک ژنتیکی دارند. (۵)
چون در سده‌های آغازین اسلام مسلمانان باور داشتند که «یاجوج و ماجوج» نیاکانِ خزرها هستند امروزه گروهی اشکنازی‌ها را نوادگان «یاجوج و ماجوج» می‌نامند که ذوالقرنین آن‌ها را در پشت کوه‌های قفقاز محصور کرد. آن‌ها مهاجرت گستردهٔ اشکنازی‌ها از اروپا را برآورده‌شدنِ ابلاغِ حزقیال در تصرفِ اسراییل توسط «یاجوج و ماجوج» و همچنین انجام آیات ۹۶ و ۹۷ سورهٔ انبیاء در قرآن می‌دانند. (۱)

## در تورات
اصطلاح اشکنازی برگرفته از اشکناز است که در عبری قرون وسطی تا به امروز به معنی آلمان است. همچنین در تورات (سفر پیدایش)، «اشکناز» فرزند گومر، نوه یافث و برادرزادهٔ ماجوج است؛ و سپس در کتاب ارمیا، «اشکناز» به مناطق نزدیک آرارات و قفقاز گفته شده‌است. (۲)